# Alfazema (Marvel Comics)
Alfazema (no original: Old Lace, muitas vezes apelidada de OL) é uma personagem fictícia que aparece nas revistas em quadrinhos americanas publicadas pela Marvel Comics. Alfazema foi criada pelo escritor Brian K. Vaughan e pelo artista Adrian Alphona, e a sua primeira aparição foi em Fugitivos #2 (Agosto de 2003). Alfazema é o animal de estimação Deinonico de Gertrude Yorkes, que foi geneticamente modificada no século 87 pelos pais de Gert para protegê-la através de um vínculo psíquico.
Alfazema também aparece na série de televisão do Hulu, Runaways.

## Publicação
Alfazema apareceu pela primeira vez em Fugitivos #2 (Agosto de 2003) e foi criada por Brian K. Vaughan e Adrian Alphona. Alfazema recebeu seu nome por Gertrude Yorkes depois que ela ocupou o codinome Arsênica, fazendo o par Arsênica e Alfazema, que é uma referência ao filme de 1944, Arsenic and Old Lace. Alfazema originalmente pertencia aos pais de Gert. A dinossaura foi geneticamente modificada para obedecer a todos os comandos de Gertrude, significando que sempre que Gert pensasse ou sentisse algo, o mesmo aconteceria com a dinossaura. Inicialmente acreditava-se que ela era um Velociraptor, mas depois ela é identificada corretamente como um Deinonico por Victor Mancha. Esse equívoco é uma referência ao filme de 1993, Jurassic Park. Após a morte de Gert, a ligação telepática  foi transferida para Chase Stein.

## Em outras mídias

### Televisão
Alfazema aparece na série de televisão do Hulu, Runaways. Esta versão da Alfazema foi geneticamente criada no presente (os Yorkes não são viajantes do tempo como nos quadrinhos). Ela é inicialmente descoberta por Molly no porão onde os Yorkes mantêm os outros animais deles. Gert depois a descobre e percebe que ela reage aos seus comandos, algo que surpreende seus pais. Depois de se relacionar com ela durante os eventos da temporada, Gert finalmente nomeou ela de Alfazema.

### Jogos eletrônicos
- Alfazema apareceu no MMORPG Marvel Heroes Online. Ela pode ser comprada como animal de estimação.[9]
- Alfazema apareceu junto com Chase Stein como um único personagem em conjunto em Marvel: Avengers Alliance.[10] O personagem é a recompensa pela conclusão de todas as tarefas em Operações Especiais 25.